# Gens Potitia
La Gens Potitia fu una gens patrizia dell'Antica Roma, una delle più antiche della città.

## Descrizione
Ai membri della famiglia, sarebbe spettato di officiare al culto di Ercole sul Palatino, insieme ai membri della Gens Pinaria, ma essendo il capostipite di quest'ultima arrivato tardi durante la prima celebrazione, l'officio di questo culto fu attribuito unicamente ai membri della gens Potitia.
Per la tradizione romana, Appio Claudio Cieco sarebbe stato punito con la cecità e l'estinzione della famiglia per avere ceduto allo stato romano il diritto di officiare a questo culto.In realtà diverse fonti riportano invece che era tale il timore del prestigio della Gens Potitia, da indurre  i rivali ad una vera opera di disinformazione mirata .Del resto Storici prestigiosi riportano che la Gens Potitia è vitale nella  dinastia Puoti che ha dato lustro per secoli, fino al terzo millennio, ed è vitale , appunto  in  famosi letterati, giureconsulti ed etimologi, e attivi nel corpo diplomatico quali  illustri ambasciatori .